# Flash Gordon (álbum)
Flash Gordon é o nono álbum de estúdio da banda Queen, feito para a trilha sonora do filme homônimo lançado em 8 de dezembro de 1980. O lançamento da trilha sonora se deu justamente no assassinato de John Lennon. Foi a primeira vez que a banda entrou em estúdio para produzir toda a trilha sonora de um filme para o cinema. Com exceção da primeira e última faixa (Flash's Theme e The Hero) o disco é todo instrumental, com forte uso de sintetizadores que a banda havia recentemente aderido. A música tema foi o único single a ser lançado do álbum sob o título "Flash", que alcançou nas paradas americanas o 42º lugar no Billboard Hot 100. Chegou ao 39 ° lugar no Top 100 da Cash Box.

## Faixas
Todas as faixas por Freddie Mercury, exceto onde anotado.
1. "Flash's Theme" (Brian May) - 3:22
2. "In The Space Capsule (The Love Theme)" (Roger Taylor) – 2:21
3. "Ming's Theme (In The Court Of Ming The Mercilles)" – 2:53
4. "The Ring (Hypnotic Seduction Of Dale)" – 1:15
5. "Football Fight" – 1:29
6. "In The Death Cell (Love Theme Reprise)" (Roger Taylor) – 2:26
7. "Execution Of Flash" (John Deacon) – 0:43
8. "The Kiss (Aura Ressurrects Flash)" – 2:11
9. "Arboria (Planet Of The Tree Men)" (John Deacon) – 1:41
10. "Escape From The Swamp" (Roger Taylor) – 1:37
11. "Flash To The Rescue" (Brian May) – 2:47
12. "Vultan's Theme (Attack Of The Hawk Men)" – 1:15
13. "Battle Theme" (Brian May) – 2:20
14. "The Wedding March" (Brian May) – 0:56
15. "Marriage Of Dale And Ming (And Flash Approaching)" (Brian May/Roger Taylor) – 2:04
16. "Crash Dive On Mingo City" (Brian May) – 0:46
17. "Flash's Theme Reprise (Victory Celebration)" (Brian May) – 1:39
18. "The Hero" (Brian May) – 3:31